# Aspalathus carnosa
Aspalathus carnosa är en ärtväxtart som beskrevs av Peter Jonas Bergius. Aspalathus carnosa ingår i släktet Aspalathus och familjen ärtväxter. Inga underarter finns listade i Catalogue of Life.